# 2180 Marjaleena
A 2180 Marjaleena (ideiglenes jelöléssel 1940 RJ) a Naprendszer kisbolygóövében található aszteroida. Heikki A. Alikoski fedezte fel 1940. szeptember 8-án.